# Stadsbygd
Stadsbygd este o localitate din comuna Rissa, provincia Sør-Trøndelag, Norvegia, cu o populație de 1.839 locuitori (2013).